# Jenny Svenberg Bunnel

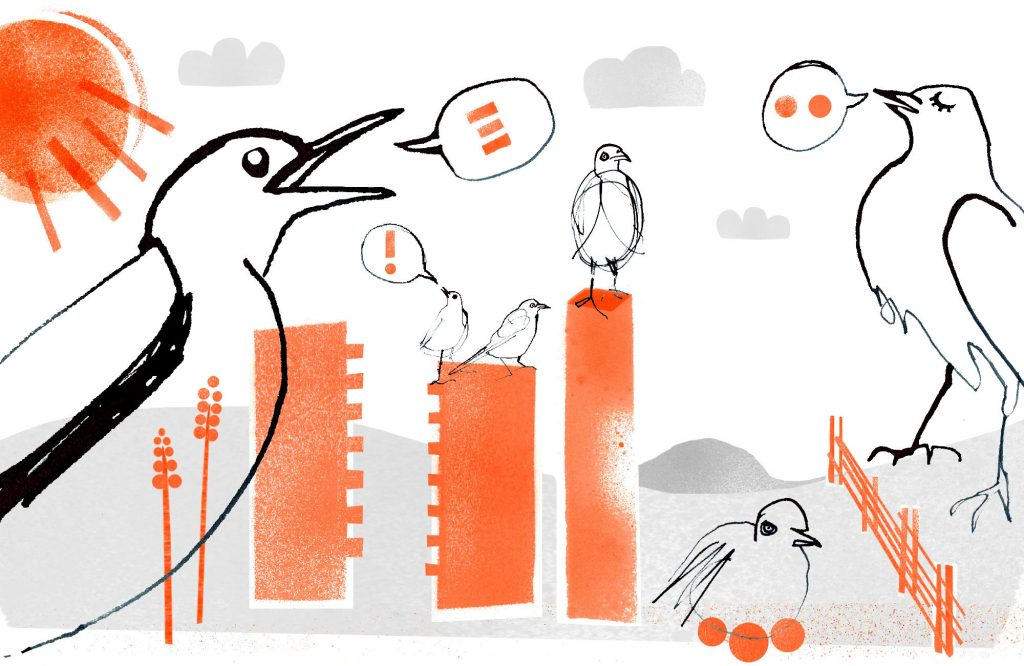
Illustration av Jenny Svenberg Bunnel till Riksantikvarieämbetets höstmöte våren 2021.

Jenny Svenberg Bunnel, född 1973, är en frilansande svensk illustratör.
Svenberg Bunnel arbetade till och med 2020 som illustratör och AD på Aftonbladet. Hennes arbete med tecknad nyhetsjournalistik på Aftonbladet gav henne Stora journalistpriset 2018 i kategorin Årets förnyare, med motiveringen "Hon vitaliserar nyhets-journalistiken och vecklar ut berättelserna med ett eget tecknat formspråk som överraskar och berör. Det är innovativt och modigt.". Samma år mottog hon, tillsammans med Kerstin Weigl och Magnus Wennman, första pris vid Global Media Awards i kategorin Best use of video för videoreportaget "Flickan bakom pansarglas".
Jenny Svenberg Bunnel har även dokumenterat den svenska och internationella livejazzscenen sedan 2013. Porträtten av musiker finns samlade i två böcker, Jazzblock (2018) och Musiken tystnade aldrig på Glenn (2021, Sjösala förlag). Under Coronavåren 2021 tecknade hon ett 20-tal jazzmusiker i deras hem i konstprojektet Silence, som ställdes ut i Kungsträdgården samma vår.  
Svenberg Bunnel är medarbetare i tidningen Jazz och har utformat det specialtryck för utmärkelsen Lifetime Achievment som från och med 2021 delas ut av Riksförbundet Svensk Jazz för livslång insats i jazzens tjänst. 
År 1999 var Svenberg en av författarna till antologin Fittstim.